# فدراسیون بسکتبال بلاروس
فدراسیون بسکتبال بلاروس (بلاروسی: Беларуская федэрацыя баскетбола) نهاد اداره کننده ورزش بسکتبال در کشور بلاروس است. این فدراسیون که در سال ۱۹۹۲ تاسیس شده مقر آن در شهر مینسک قرار دارد.